# Katherine Alvarado Araya
Katherine Alvarado Araya (San José, 27 de marzo de 1988) es una deportista costarricense que compite en taekwondo. Ganó una medalla de plata en el Campeonato Panamericano de Taekwondo de 2014 en la categoría de –67 kg.

## Palmarés internacional
| Campeonato Panamericano | Campeonato Panamericano | Campeonato Panamericano | Campeonato Panamericano |
| Año                     | Lugar                   | Medalla                 | Categoría               |
| ----------------------- | ----------------------- | ----------------------- | ----------------------- |
| 2014                    | Aguascalientes (México) | Medalla de plata        | –67 kg                  |